# Alcaligenes
Alcaligenes es un género de bacterias gramnegativas de la familia Alcaligenaceae. Su etimología hace referencia a la producción de álcali. Son bacterias aerobias y móviles por flagelación perítrica. Se encuentran en múltiples ambientes.
Las especies de Alcaligenes se usan para la producción industrial de aminoácidos no estándares.

## Taxonomía
Actualmente hay 5 especies descritas:
- Alcaligenes aquatilis
- Alcaligenes endophyticus
- Alcaligenes faecalis
- Alcaligenes nematophilus
- Alcaligenes pakistanensis